# Förbundstoner
Förbundstoner var en sammanslagning och revidering av de tidigare Förbundssånger och Hjärtesånger för Helgelseförbundets verksamhet. Boken kom att innehålla 750 sånger och en musikupplaga gavs ut både 1912 och 1958 till efterföljaren.

## Utgåvor
- Förbundstoner (1911)
- Förbundstoner (1957)
- Väckelse- och konferenssånger ur Förbundstoner (1975)